# 가미키타즈루촌
가미키타즈루촌(上北津留村)은 오이타현 기타아마베군에 있던 촌이다. 현재의 우스키시의 일부에 해당한다. 